# Pearl Jam Twenty
Pearl Jam Twenty (También conocido como PJ20) es un documental estadounidense de 2011 dirigido por Cameron Crowe, el cual narra la historia del grupo de rock alternativo y grunge Pearl Jam. El material preliminar fue filmado en junio de 2010. Crowe completó la filmación en abril de 2011, después de utilizar 12000 horas de material filmado del grupo para el documental. La película fue estrenada durante el Festival Internacional de Cine de Toronto de 2011 y fue acompañado por un libro y un soundtrack.
El documental cubre la historia de Pearl Jam desde la separación de Mother Love Bone, su batalla contra Ticketmaster hasta la tragedia del festival de Roskilde en 2000 y sus consecuencias posteriores.
La película fue lanzada comercialmente en cadenas de cinemas selectas en Estados Unidos y en varios países del mundo durante el mes de septiembre de 2011 y fue transmitida el 21 de octubre de 2011 en la serie American Masters de la cadena PBS. Fue lanzado en DVD y Blu-Ray el 24 de octubre de 2011. El libro que acompaña a la película fue publicado al mismo tiempo que el lanzamiento de la película.

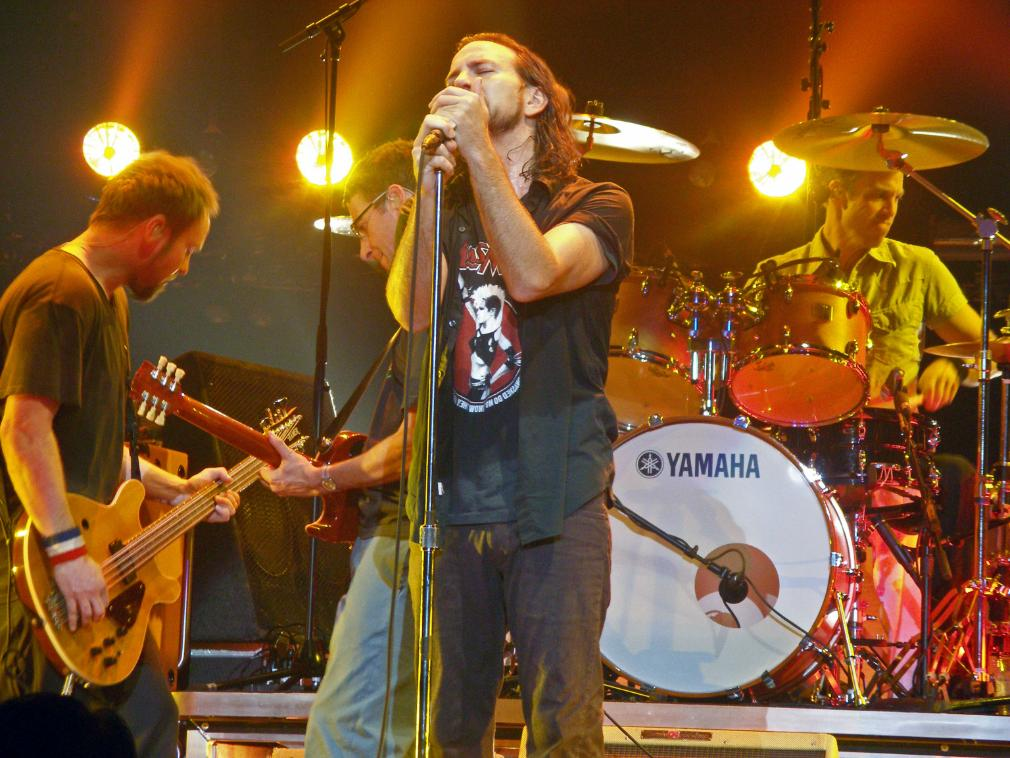
Eddie Vedder.

## Banda sonora
La banda sonora de la película incluye las grabaciones en vivo que aparecen durante el film, las cuales están grabadas entre 1990 y 2010.

## Elenco
- Eddie Vedder
- Stone Gossard
- Jeff Ament
- Mike McCready
- Matt Cameron
- Chris Cornell[8]

## Posiciones en listas
| Listas (2011)                                | Mejor posición |
| -------------------------------------------- | -------------- |
| Lista de DVD musicales de Australia          | 1              |
| Lista de DVD musicales de Austria            | 4              |
| Lista de DVD musicales de Bélgica (Flanders) | 3              |
| Lista de DVD musicales de Bélgica (Wallonia) | 4              |
| Lista de DVD musicales de Dinamarca          | 3              |
| Lista de DVD musicales de Holanda            | 2              |
| Lista de DVD musicales de Finlandia          | 2              |
| Lista de DVD musicales de Hungría            | 6              |
| Lista de DVD musicales de Irlanda            | 1              |
| Lista de DVD musicales de Noruega            | 1              |
| Lista de DVD musicales de Portugal           | 2              |
| Lista de DVD musicales de España             | 2              |
| Lista de DVD musicales de Suecia             | 1              |
| Lista de DVD musicales de Suiza              | 4              |
| Lista de DVD musicales del Reino Unido       | 3              |

## Certificaciones
| País | Certificación | Ventas   |
| --- | ------------- | -------- |
| Australia (ARIA) | Platino       | 15 000^  |
| Portugal (AFP) | Oro           | 4000x    |
| Estados Unidos | Platino       | 100 000^ |
| *las cifras de ventas sobre la base de la certificación por sí sola ^cifras de envíos sobre la base de la certificación por sí sola xcifras no especificadas sobre base de la certificación por sí sola |               |          |